# 星野あかり
星野 あかり（ほしの あかり、1985年8月24日 - ）は、日本の元AV女優、元ストリッパー。

## 略歴
2005年にAVデビュー。同年にストリッパーとしての活動も開始するが、2007年11月をもって、ストリップを引退した。2008年からはテレビドラマでも活躍している。
2013年のスカパー!アダルト放送大賞2013の熟女女優賞にノミネートされている。
2014年7月、セガのゲーム『龍が如く』のキャラクター出演をかけたセクシー女優人気投票にエントリー。同年8月24日、結果発表。「龍が如く0 誓いの場所」への出演権を逃した。順位・得票数未発表。
2016年6月11日のブログにて病気（命にはかかわらない）の為、無期限の活動停止を発表した。2017年5月引退を表明、5月31日をもって引退することを発表した。

## 人物
趣味はお菓子作り。特技は油絵。

## 作品

### アダルトビデオ
h.m.p
- 恋焦がれファック（2005年1月31日）
- ぐっしょりお洩らし…（2005年2月22日）
- バイブでイキたい!（2005年3月25日）

マックス・エー
- なめらかなピーチ（2005年5月24日）
- 不法侵乳 19（2005年6月24日）
- ミューズなボディ。（2005年7月26日）
- 監禁ボディドール（2005年8月26日）
- ボディミッション（2005年9月27日）

SODクリエイト
- 「超」ヤリまくり!イキまくり!24時間 星野あかり完全ゲリラSPECIAL!!（2005年12月4日）
- 淫乱温泉 ～潮吹きまくりSEXしまくり1泊2日の旅～（2006年1月4日）
- 新・童貞狩り 第7章（2006年2月4日）
- 痙攣アクメ地獄（2006年3月4日）
- 催眠（2006年4月20日）
- 交尾マニアックス（2006年5月18日）

プレミアム
- グラビアモデルの美尻、フェラチオ、超接写。（2006年7月7日）
- 誘惑女教師（2006年8月7日）
- 淫女、乱交、ハードコア。（2006年9月7日）共演:芹沢直美
- ビューティー・シャワー 01（2006年10月7日）
- 初めての、黒人とFUCK（2006年11月7日）
- プレミアデジタルモザイク Vol.014（2006年12月7日）
- 性の流刑地（2007年1月7日）
- 初めての、アナルFUCK（2007年2月7日）
- PREMIUM STYLISH SOAP 〜プレミアムソープへようこそ!〜（2007年3月7日）
- 生中出しスペシャル（2007年4月7日）

桃太郎映像出版
- 官能真性中出し（2007年12月19日）
- Hard Core AKARI（2008年1月7日）
- 超豪華有名女優未公開映像とってもスケベなフェラッ娘たち!淫乱お口編（2008年1月19日）オムニバス作品 他出演:Rico、愛田るか、桜このみ、志村玲子、翔田千里、友田真希、七海菜々（上野結）、林マリア、松本亜璃沙、望月るあ
- Black Impact（2008年2月7日）
- SOAP[グラマラス・ソープ]（2008年3月7日）共演:星ありす
- ビージーン スーパーデジタルモザイク（2008年4月7日）
- ビージーン アウトテイクス（2008年4月7日）オムニバス作品 他出演:松野ゆい、nao.、結城凛
- おいらん スーパーデジタルモザイク（2008年5月19日）
- スーパーデジタルモザイク 乱交 100人斬り!（2008年6月19日）
- 青姦02（2008年7月7日）

ワンズファクトリー
- 痴女の唇と挑発淫語と接吻（2007年6月1日）
- 社長秘書はインテリ痴女（2007年11月1日）
- ザーメン女の勃起淫語（2008年8月1日）
- 張り型チンポ自慰 01（2008年8月1日）オムニバス作品 他出演:妃乃ひかり、大沢佑香、小栗杏菜、夏川亜咲、堀口奈津美、愛乃彩音、辻さき、浅田ちち、新垣さくら、須真杏里、桐島冴子
- 張り型チンポ自慰 02 （2008年12月1日）オムニバス作品 他出演:青山れあ、うるみゆう、艶堂しほり、白澤フタバ、仲村ろみひ、妃乃ひかり、宮崎あい、村上里沙、モカ
- 張り型チンポ自慰 05 （2010年5月1日）オムニバス作品 他出演:成瀬心美、月野りさ、平松恵理香、遠藤瀬梨那、愛菜りな、翔田千里、妃乃ひかり、風間ゆみ
- 女教師の誘惑（2011年5月1日）

DREAM TICKET
- 誘惑、女教師。 星野あかり（2009年7月15日、CXD-012）

ラ・コビルナ
- Love Story's 〜ラズベリー〜（2013年6月10日、LOVE-006）

その他のメーカー
2007年
- 痴漢専用中出しモデル2号（6月21日 ナチュラルハイ）
- 「女の口は嘘をつく。」 雌女ANTHOLOGY #047（7月5日 アウダースジャパン）
- M男の僕は… ムチムチの爆乳黒ギャルに責め続けられたい（7月20日 映天）他出演:音原亜子
- 麻薬捜査官 ヤク漬け膣痙攣（8月16日 アイエナジー）
- 美しき淫獣CLIMAX（10月19日 ドグマ）
- 絶対中出し出来る痴女クリニック（11月13日 マルクス兄弟）

2008年
- オフィス街の象徴 欲張る美人ムチ肉OL3人 （8月12日、プレステージ）共演:菜々、真央
- 生中出しデコレーションGAL（8月18日 メディアステーション）オムニバス作品 他出演:宮崎あいか
- 人妻中出し痴漢バス（8月22日 TMA）オムニバス作品 他出演:亜佐倉みんと、山咲奈々美、浅田ちち
- HANABI 08 （9月2日 プレステージ）
- このオンナ、淫乱です。 02（9月19日、S級素人）
- アソコが熱くて困ってます。 （10月19日、乱丸）
- PLAY GIRL 02 （11月17日、レアル・ワークス）オムニバス作品 他出演:辻さき、坂本愛海、澄川ロア

2009年
- こだわりの手コキ 4時間SP 11 33人のハンドメイド （3月15日 隼エージェンシー）他32名出演
- 私立IP女学院 4（4月1日、アイデアポケット）共演:東条かれん、みづき伊織、工藤れいか、向井ゆうき、愛原つばさ、夏川えり、黒澤エレナ、姫咲まりあ、芽衣、夏川亜咲、うるみゆう、白川るり、春野愛、ひなのりく、椿まひる
- フェラコレ2009春SP（4月15日、隼エージェンシー）他多数出演
- ピンクのカーテン（5月19日、ROOKIE）
- FELLATIO FESTIVAL 13（6月1日、アイデアポケット）他出演:黒澤エレナ、みづき伊織、姫咲まりあ、愛原つばさ、早乙女ルイ、工藤れいか、東条かれん、夏川えり、平井柚葉、ひなのりく、芽衣、春野愛、向井ゆうき、椿まひる
- マジックミラー号逆ナンパin三浦海岸2009（11月5日、ディープス）他出演:青木りん、石川鈴華、浜崎りお

2010年
- 義姉凌辱調教 〜美しき麗奴〜 （3月13日、溜池ゴロー）
- 片想いレズビアン　離れていても、二人はいつも同じ空の下で・・・　あずさとあかり （3月25日、マドンナ）共演:桐原あずさ
- 超舌ディープスロート3 ヌカされたオフィス（5月25日、アロマ企画）共演:村西まりな
- 痴女姉　お姉さんが教えてあげる　中に出すと気持ちいいでしょ?（5月25日、ビッグモーカル）オムニバス作品 他出演:園田ユリア、月嶋美唯
- 男根一本に群がる淫女たち（8月25日、美）共演:大塚咲、横山みれい、乃亜
- Lesbian Life 12（11月13日、U&K）共演:水玉レモン
- 小悪魔家庭教師のお姉さんに乳首責め、寸止めされても絶対射精しちゃダメ!!（11月18日、ROCKET）他出演:鈴音りおな
- 美2周年記念作品 PERFECT STYLE痴女集団SPECIAL（12月25日、美）共演:ましろ杏、春咲あずみ、鈴音りおな、三浦芽依、水城奈緒

2011年
- 美脚 熟女時代（2月25日、マドンナ）共演:堀口奈津美、有沢実紗
- 美味しく熟した星野あかりが、バスタオル姿でファンのお宅に、「押しかけます!」 04（4月20日 プレステージ）
- ザーメンドッグカフェ （6月1日、MOODYZ）
- 人妻温泉レズ （6月1日、U&K）共演:堀口奈津美
- ディープレズビアン 〜うぶ貝調教 3〜 （6月24日、クリスタル映像）共演:川上ゆう、平子知歌、辻本りょう
- VS. 星野あかり（6月25日、デジタルアーク）
- 憑依クリニック〜幽体離脱!意地悪ナース、巨乳ナース、美人女医、新人ナース、女子校生、お姉様ナースに乗り移って女の身体でやりたい放題!〜 （7月7日 ディープス）他出演:大槻ひびき、瀬名あゆむ、野中あんり、つくし
- 人妻不倫旅行 私の忘れられない情事…。 （10月20日 アテナ映像）
- 高慢巨乳レズソープバトル ナンバー1の座を賭けたパーフェクトボディ泡姫の淫媚な争い! （11月5日 ディープス）共演:水嶋あずみ、伊織涼子
- 有名女優が通う高級レズソープ （11月18日、クリスタル映像）共演:結城みさ、茜笑美、羽月希

2012年
- 一つ屋根の下にお年頃の姉妹と兄弟が暮らしていたら当然レズや家庭内陵辱で近親相姦（2月23日、ヒビノ）共演:早乙女ルイ
- 美熟女画報 熱撮ドキュメント美しい熟女の濃厚な性交　星野あかり（3月13日、溜池ゴロー）
- イグイグ大乱交　当真ゆき 星野あかり 澤村レイコ（5月19日、乱丸）共演:当真ゆき、澤村レイコ
- 寝取られレズビアン 今、私の目の前で大好きな彼女が他の女にイカされています…（6月7日、ディープス）共演:木下若菜、小峰ひなた
- 団地妻たちの肉欲レズビアン（6月8日 ケイ・エム・プロデュース）共演:川上ゆう
- もっともあぶない二人の人妻囮捜査員 ～悪質な女子寮盗撮事件を解決せよ！～ （8月7日、マドンナ）共演:芹沢恋
- 妻が出産直前！ 家事手伝いに来た義理の姉さんと僕　星野あかり（12月7日、マドンナ）

2013年
- 義母相姦 元CA妻・禁断撮影会　星野あかり（2月19日、VENUS）
- いいなり義母　星野あかり（3月8日、ケイ・エム・プロデュース）
- 近親相姦 淫母「私、息子に濡れてます。」 星野あかり（4月1日、ABC/妄想族）
- 極悪ギャル VS 美人女教師ガチレズ対決！！学園の支配を賭けた狂乱のレズバトルが今始まる！！（5月9日、GARCON）共演:宮間葵、彩季レナ、HIKARI
- たびじ 逃亡犯の女　星野あかり（6月27日、タカラ映像）
- 不覚にも嫁を保険屋に寝取られた（8月22日、タカラ映像）共演:小倉もも
- ヘンリー塚本　セックスの匂いが漂う小屋の中 人妻のナマナマしい白昼の情事　星野あかり 円城ひとみ（9月13日、FAプロ）共演:円城ひとみ
- 触手喰い　星野あかり（11月1日、MOODYZ）

2014年
- 淫乱すぎる親戚の叔母　星野あかり（1月24日、なでしこ）
- 巨乳3姉妹が僕を奪い合う子作り（4月1日、ズッコン/バッコン）共演:浜崎真緒、青山菜々
- 旦那のいない白昼！主婦連続強姦事件の約三分の一は被害者の自宅で起きている！！PART 2（5月25日、グローバルメディアエンタテインメント）他出演:青木玲、桃華マリエ、滝川かのん
- ディープスロートシスターズ　 大槻ひびき 星野あかり（6月19日、ドグマ）共演:大槻ひびき
- 匂い立つ熟女のムレたノーパンパンスト　星野あかり（9月26日、煌KIRAMEKI）
- 姑の欲望（11月13日、タカラ映像）共演:白井ユリ
- 嫁の欲望（11月27日、タカラ映像）共演:白井ユリ

2015年
- 淫語革命II 星野あかり（3月28日、RASH）
- どすんどめ 3　星野あかり（3月31日、MARRION）
- 嫁姑問題勃発！！俺の妻と母が修羅場すぎて困ってます！！（4月23日、タカラ映像）共演:白井ユリ
- やり手の女部長はパワハラ痴女　星野あかり（8月13日、MARX）
- 人間廃業催眠緊縛 洗脳中出し肉便器　星野あかり（9月25日、ケイ・エム・プロデュース）
- 監禁陵辱銀行 ～犯されてる私を見ないで～（10月30日、Eドラ！）共演:佐伯かのん、なごみ
- 実録人間家畜ドキュメント（12月7日、アタッカーズ）共演:保坂えり、千乃あずみ、阿部乃みく

2016年
- 人妻中出し介護ヘルパー（1月25日、ビッグモーカル）他出演:菅野さゆき、川菜美鈴
- 平成ロマン映画　お掃除女子 / 至れり、尽くせり（4月3日、コンマビジョン）他出演:佐山愛、酒井あずさ、深澤和明、園部貴一、平川直大、清水大敬、野上正義
- 平成ロマン映画　夏の愛人（5月3日、コンマビジョン）他出演:酒井あずさ、美咲レイラ、那波隆史、深澤和明、平川直大
- 美人上司の性玩具にされ、何度も射精させられた。 星野あかり（5月5日、 フリーダム）
- 思春期マセガキにエロいイタズラをされた美熟女兄嫁は逆に誘惑して痴女りながら強制中出しさせる！！（6月1日、プレステージ）他出演:鮎原いつき、加納綾子
- 昭和女のエレジー『疎開先の田舎で出征兵士たちの慰み者にされた高慢な貴婦人1945』 星野あかり（7月7日、ヒビノ）

### イメージビデオ
- 美女秘湯めぐり 松川渓谷温泉編（2010年11月26日、オルスタックピクチャーズ）他出演:堀口奈津美、佐山愛

## 出演

### テレビドラマ
2000年代
- 秘書のカガミ 第10話（2008年、雲井美麗）
- 湯けむりスナイパー 第7話（2009年、水商売らしき使いの女）

2010年代
- 嬢王3 〜Special Edition〜（2010年、紗夜）
- リバースエッジ 大川端探偵社 第2話（2014年、依頼人の女）
- 特命係長 只野仁 スペシャル'09（2009年）
- 怨み屋本舗 スペシャル2〜マインドコントロールの罠〜（2009年）
- 妄想姉妹〜文學という名のもとに〜 第1話（2009年）
- サギ師リリ子（2009年、福西奈々）
- 深夜食堂 第4話（2009年、AV女優）※ノンクレジット
- 湯けむりバスツアー 桜庭さやかの事件簿（2009年）
- 警視庁心理捜査官・明日香（2011年、栗原智恵美）
- さくら心中 第43話（2010年、健の仲間）
- 家族八景 第1話（2012年、節子）
- 匿名探偵 第7話（2012年、九条初美）
- 牙狼〈GARO〉〜闇を照らす者〜 第7話（2013年、猛竜に抱かれる女）
- 衝撃ゴウライガン!!（2013年、ナヴィ）
- TEAM -警視庁特別犯罪捜査本部- 第6話（2014年、有村春海）
- 警視庁捜査一課9係season10 第9話（2015年、高円寺のホステス）
- サイレーン 刑事×彼女×完全悪女 第2話（2015年、キャバクラ嬢）
- 絶狼〈ZERO〉-DRAGON BLOOD- 第9話（2017年、トワコ）

### オリジナルビデオ
- 隣の未亡人
- Miss.女教師（2006年）
- 監禁工場 巨乳女工たちの暴発（2005年）
- 若妻家庭教師 年下のオトコに甘えられる妻の快感（2007年撮影、レジェンド・ピクチャーズ）主演
- 人妻ナース 三日三晩の恋（2009年撮影、レジェンド・ピクチャーズ）主演
- 隠密くノ一列伝 秘められた女忍び（2009年）
- 告白 ナースの残業（2010年、妙子）
- KILLER MOTEL（2012年）
- SP WOMAN 美しき生贄（2012年、）
- 愛しの若妻夫には内緒で【R-18版】（2016年）

### ピンク映画
- THEレイパー 暴行の餌食（2007年4月20日、オーピー映画）- 北見葵 役[6]
- お掃除女子 至れり、尽くせり（2010年、田沢友美）
- 人妻〜許されない関係〜（2012年、山崎今日子）

### 映画
- シンクロニシティ（2011年、枝三子）
- 寄性獣医・鈴音 GENESIS×EVOLUTION
- ゴッドタン キス我慢選手権 THE MOVIE（2013年、浴衣の美女姉妹）
- SCOOP!（2016年、あかり）

### バラエティ
- デラ☆エロパラ（GyaOジョッキー、2009年4月7日）
- タモリ倶楽部（空耳アワー内のイメージ映像での出演。お色気イメージでの出演も多いが、服を着た普通の演技での出演もある）
- 『ぷっ』すま（「ギリギリマスター」のSEXY美女として出演、2013年1月19日）
- スパローズのギリギリアウツ!?#81、85、#89、109（2013年11月、12月、2014年1月9日、5月29日、2016年、ニコジョッキー）
- ゴッドタン（2013年12月15日 ヒムコお姉ドッキリに出演）

## 出版作品

### 写真集
- 守ってあげたい（2005年2月19日、双葉社、撮影：野村誠一）ISBN 978-4575297850
- 艶ぱら（2013年10月31日、竹書房、撮影：マキハラススム）ISBN 978-4812496497